# Roca Tuskar
Roca Tuskar (en irlandés: An Tuscar, en inglés:  Tuskar Rock) es una isla y un grupo de piedras con un faro a 11 kilómetros de la costa sureste del condado de Wexford, Irlanda. Probablemente ha destruido más naves barcos que cualquier otra cosa de la costa irlandesa. Ciento setenta y seis naufragios se enumeran en la zona de la Roca Tuskar
El desastre aéreo de la Roca Tuskar ocurrió cerca de la roca en 1968, cuando un vuelo de Aer Lingus se estrelló en el mar con la pérdida de las 61 personas a bordo.